# Hamallisme
Le hamallisme, hamalliyya ou hamawiyya, surnommé « onze grains », est une branche de la tariqa (confrérie soufie) Tijaniyya fondée par le cheikh Hamallah dont le siège est à Nioro-du-Sahel, au Mali. La tariqa est actuellement dirigée par son fils, le cheikh Mohamed Ould Hamahoullah, dit « Bouyé Haïdara » (parfois Mohamed Ould Bouyé Haïdara).

## Doctrine
Le maître spirituel de cheikh Hammallah était cheikh Sidi Mohamed alias Lakhdar, qui l'a désigné pour prendre la tête de ses fidèles.
C'est une différence de rituel qui servit de détonateur au conflit entre les descendants et disciples d'El Hadj Omar Tall, qui est l'homme qui a historiquement introduit la Tijaniyya en Afrique de l'Ouest, d'une part, et les partisans de cheikh Hamallah d'autre part : selon ce dernier, une des prières rituelles (wird) appelée la « perle de perfection » (djawartu al kamal), doit être prononcée onze fois et non pas douze.

## Historique
Yacuba Sylla, chef hamalliste résidant à Gagnoa, est l'un des plus généreux mécènes du Rassemblement démocratique africain (RDA) lors de sa création.

## Fêtes
Le Ismu, ou plus exactement Ismuan-Nabi, probablement organisé à Nioro depuis au moins les années 1960, célèbre le cheikh Mohamed Ould Hamahoullah, dit « Bouyé Haïdara », fils aîné du cheikh Hamallah, le fondateur du mouvement. Cette manifestation est devenue massivement populaire au tournant des années 1970 et suscite un important afflux de pèlerins.